# Piano abissale

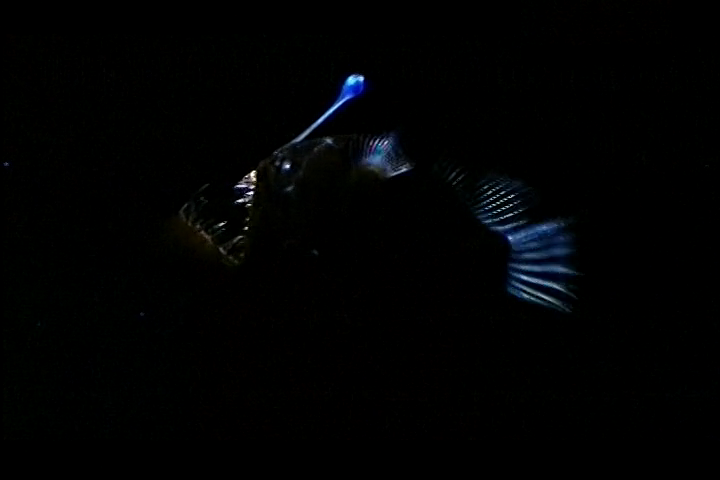
Cryptopsaras couesii fotografato nel suo ambiente di vita nel piano abissale.

Il piano abissale è un piano del dominio bentonico che si estende tra i 2000 ed i 6000 metri di profondità. È compresa tra il piano batiale e il piano adale presente solo nelle fosse oceaniche più profonde.

## Caratteristiche
Si tratta di una zona in cui la luminosità del sole non riesce mai a penetrare, dunque è perpetuamente immersa nell'oscurità. Questa zona è inoltre soggetta ad un'elevata pressione idrostatica che cresce con la profondità.

## Biologia
In questa zona vivono i più noti pesci abissali come, ad esempio, il melanoceto ed altre rane pescatrici abissali, l'inghiottitore nero, il pesce treppiede o l'anguilla pellicano oltre ad invertebrati altrettanto particolari come il calamaro gigante o il calamaro colossale. 
Nella zona abissopelagica vivono le Ophidiidae, gli Anfipodi, il Bathypterois grallator. Nella zona adopelagica vivono le Zoarcidae, le Macrouridae, le Liparidae, le Ophidiidae e l'Hymenaster.